# Poecilia obscura
Poecilia obscura — риба з родини пецилієвих ряду коропозубоподібних. Разом із двома іншими видами утворює підвид Acanthophacelus.

## Етимологія
Родова назва виду Poecilia походить від грецького слова poikilos, що в перекладі означає багатокольоровий. Видова ж назва має латинське походження: obscura означає темна. Буквально пецилія темна.

## Морфологія
Самці в цілому можуть сягати 2 см завдовжки, а самиці — 3 см.

## Поширення
Вид поширений у басейні річки Оропуче на сході острова Тринідад.